# Lozoyuela-Navas-Sieteiglesias
Lozoyuela-Navas-Sieteiglesias – miejscowość w Hiszpanii we wspólnocie autonomicznej Madryt, na północ od stolicy. Miasteczko składa się z trzech, historycznie osobnymi miejscowościami: Lozoyuela, Navas i Sieteiglesia, które od 1973 po połączeniu tworzą jedną miejscowość połączoną wszystkimi trzema członami nazw miejscowości Lozoyuela-Navas-Sieteiglesias.